# Леон (Нью-Йорк)
Леон (англ. Leon) — місто (англ. town) в США, в окрузі Каттарогус штату Нью-Йорк. Населення — 1244 особи (2020).

## Демографія
Згідно з переписом 2010 року, у місті мешкало 1365 осіб у 396 домогосподарствах у складі 296 родин. Було 485 помешкань
Расовий склад населення:
| - 98,5 % — білих - 0,4 % — чорних або афроамериканців - 0,3 % — корінних американців - 0,1 % — азіатів |

До двох чи більше рас належало 0,4 %. Частка іспаномовних становила 1,3 % від усіх жителів.
За віковим діапазоном населення розподілялося таким чином: 38,8 % — особи молодші 18 років, 51,4 % — особи у віці 18—64 років, 9,8 % — особи у віці 65 років та старші. Медіана віку мешканця становила 26,1 року. На 100 осіб жіночої статі у місті припадало 103,1 чоловіків;  на 100 жінок у віці від 18 років та старших — 101,7 чоловіків також старших 18 років.
Середній дохід на одне домашнє господарство  становив 54 949 доларів США (медіана — 38 839), а середній дохід на одну сім'ю — 49 832 долари (медіана — 42 850). Медіана доходів становила 35 521 долар для чоловіків та 35 781 долар для жінок. За межею бідності перебувало 23,6 % осіб, у тому числі 34,9 % дітей у віці до 18 років та 6,6 % осіб у віці 65 років та старших.
Цивільне працевлаштоване населення становило 398 осіб. Основні галузі зайнятості: виробництво — 19,3 %, освіта, охорона здоров'я та соціальна допомога — 18,8 %, будівництво — 17,6 %.